# Generi di Pholcidae
Di seguito sono descritti i 94 generi della famiglia di ragni Pholcidae noti al novembre 2020; la suddivisione in sottofamiglie segue quella adottata dall'entomologo Joel Hallan:

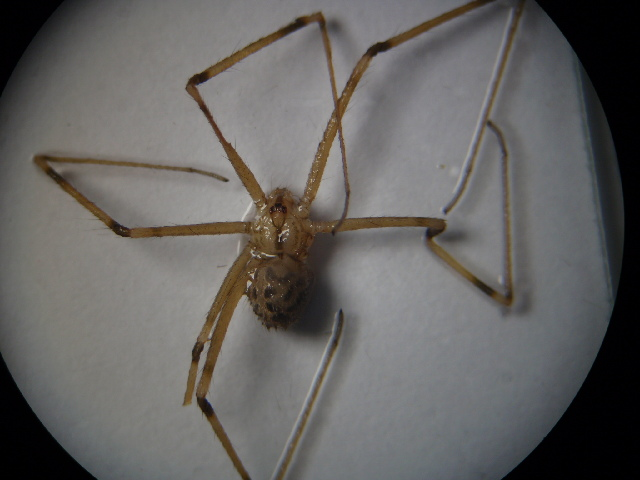
Artema transcaspica

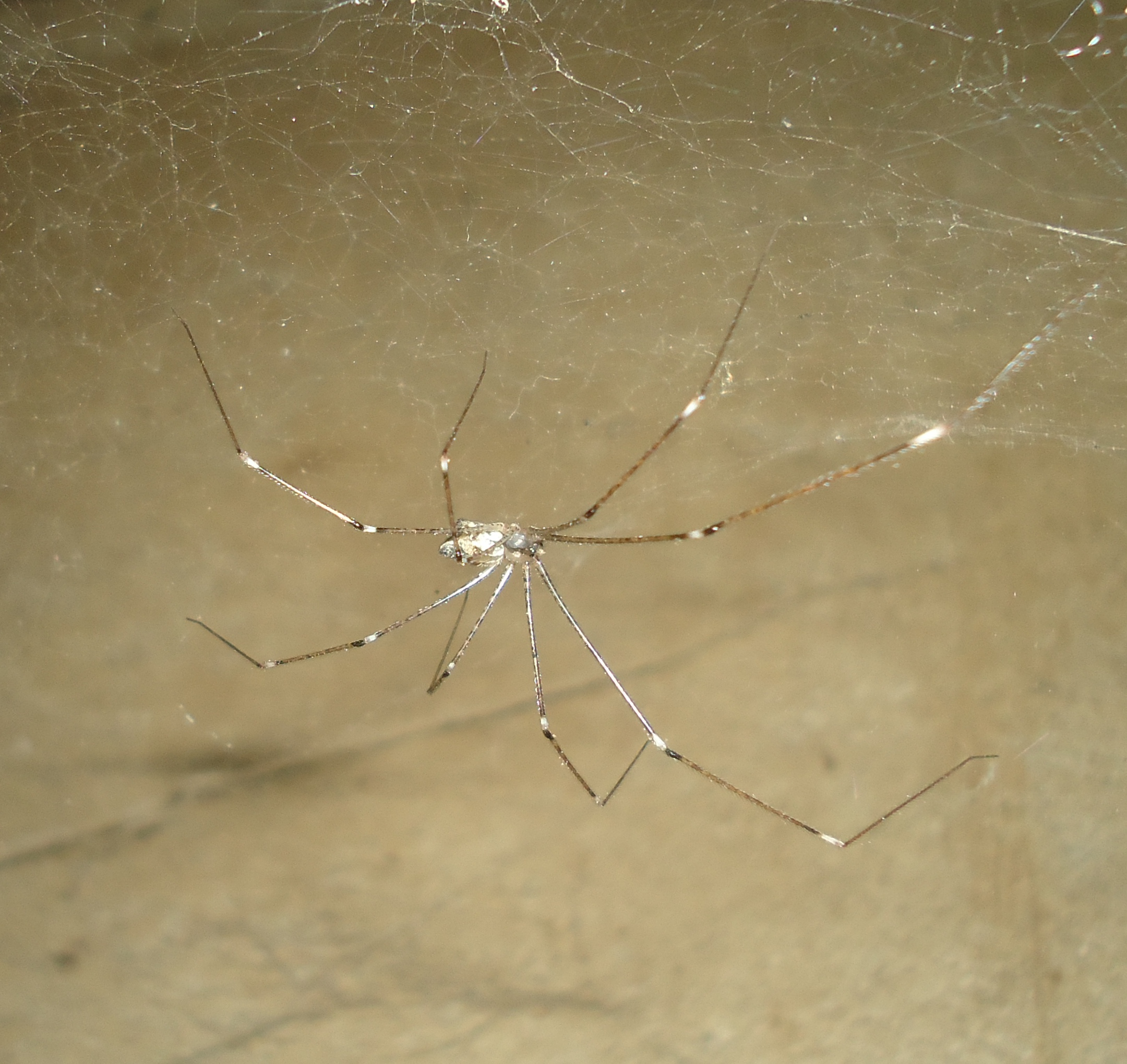
Crossopriza lyoni, femmina

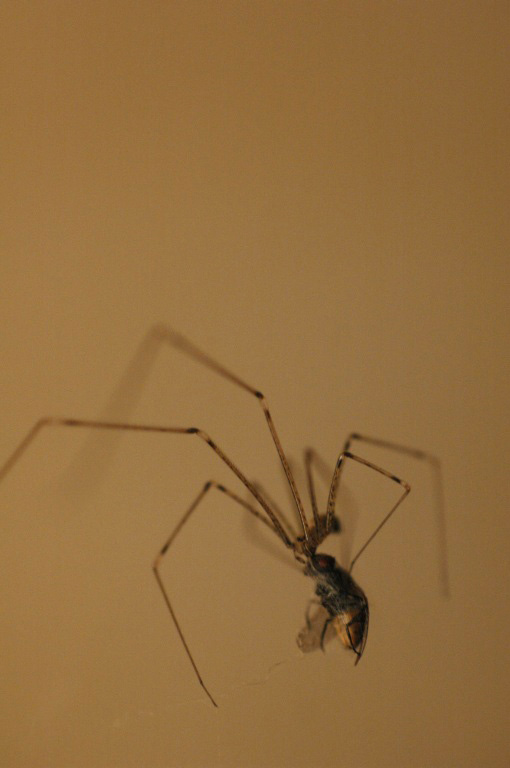
Holocnemus pluchei

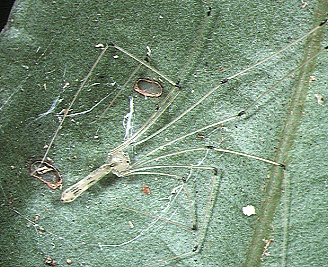
Leptopholcus tanikawai, femmina

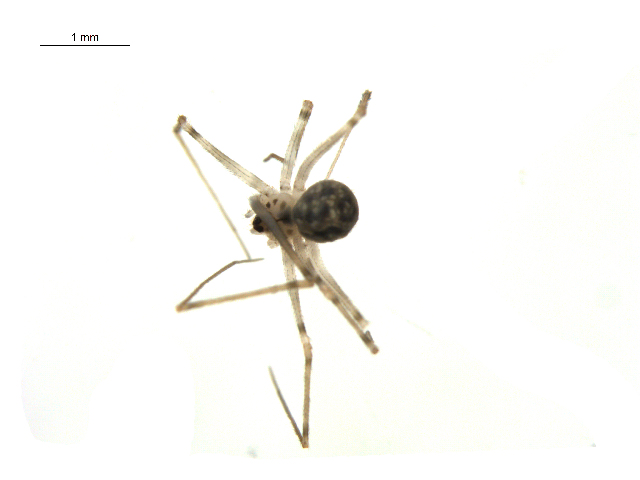
Modisimus culicinus

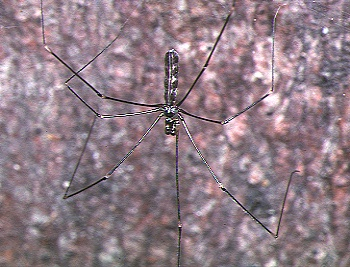
Pholcus hagasakiensis, maschio

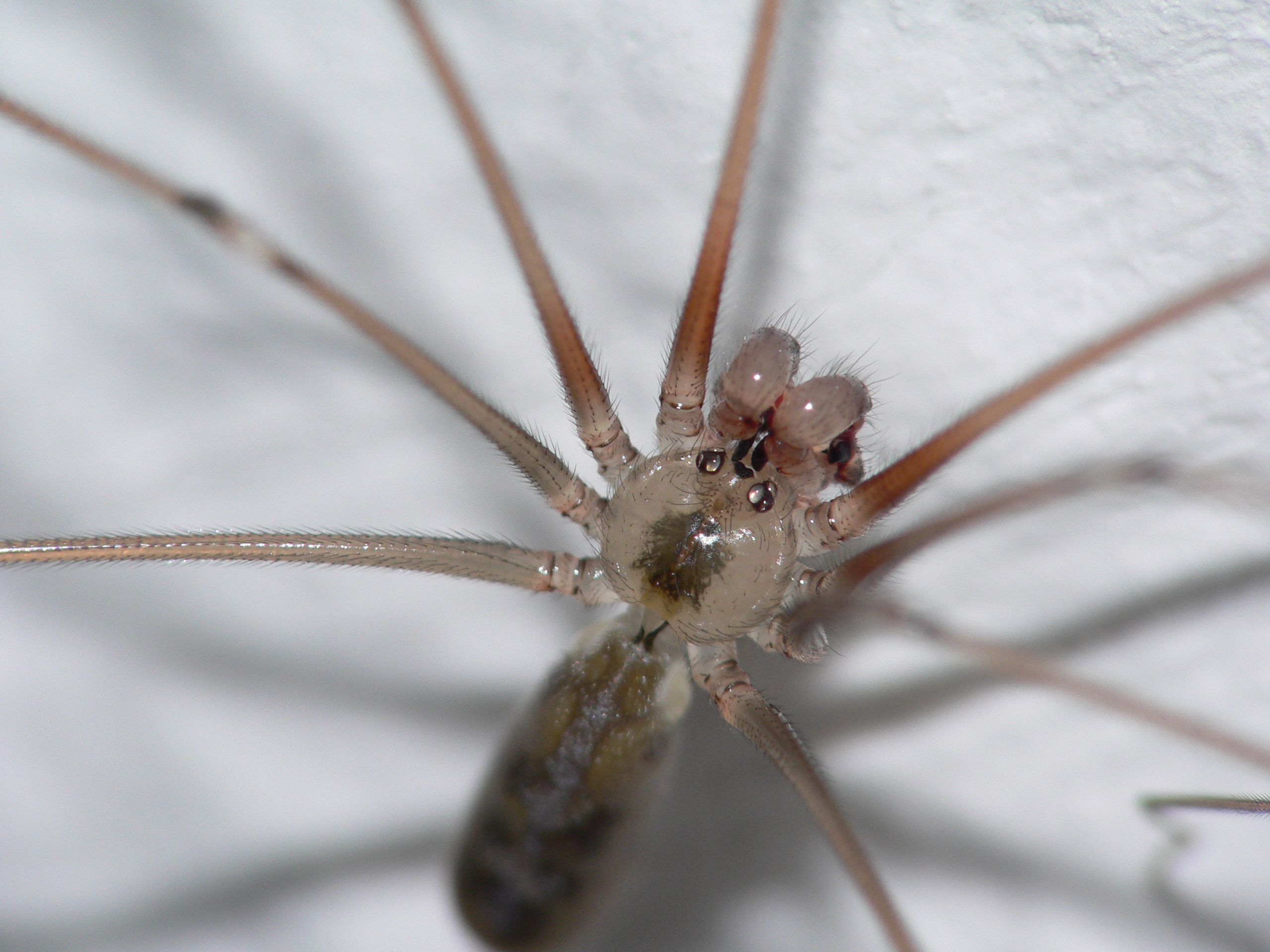
Pholcus phalangioides

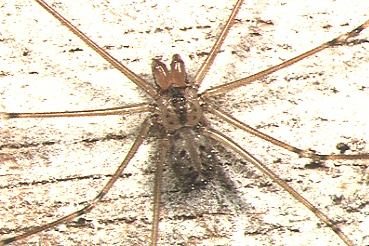
Physocyclus globosus, maschio

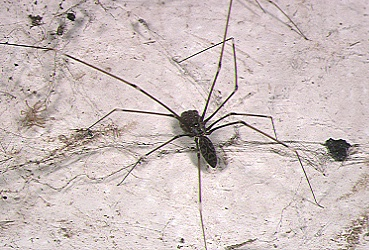
Smeringopus pallidus, femmina

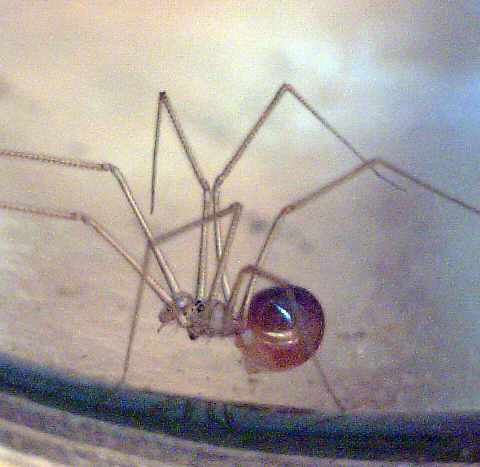
Spermophora senoculata

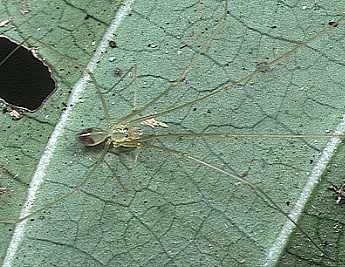
Spermophora junkoae, maschio

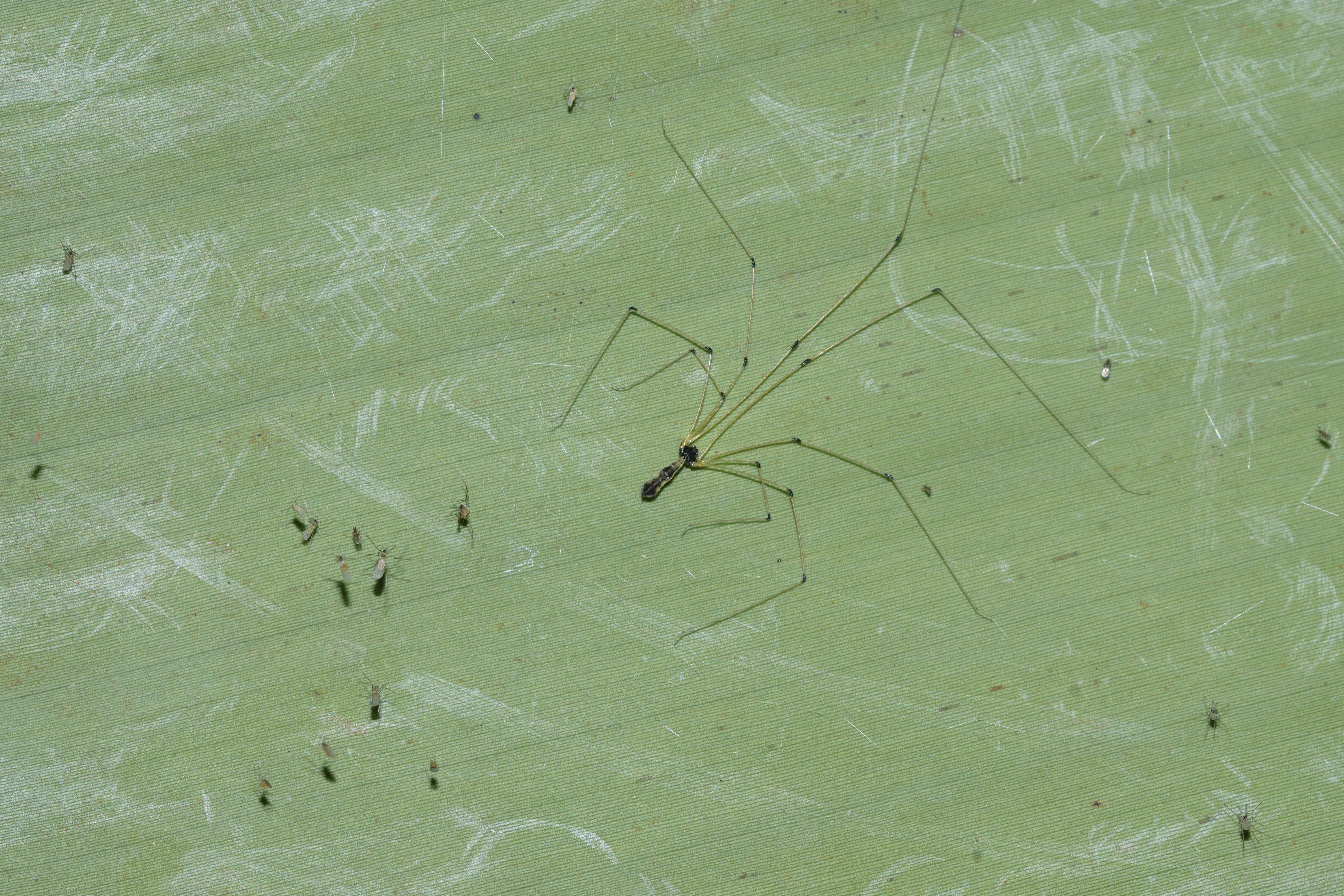
Uthina atrigularis

## Arteminae
- Arteminae
  - Artema Walckenaer, 1837 - zona intertropicale, Afghanistan, Iran
  - Aucana Huber, 2000 - Cile, Nuova Caledonia
  - Chisosa Huber, 2000 - USA, Messico
  - Holocneminus Berland, 1942 - Cina, Celebes, dallo Sri Lanka alla Malaysia, Isole Samoa
  - Nita Huber & El-Hennawy, 2007 - Egitto, Uzbekistan
  - Physocyclus Simon, 1893 - cosmopolita
  - Tibetia Zhang, Zhu & Song, 2006 - Tibet
  - Trichocyclus Simon, 1908 - Australia occidentale, Territorio del Nord, Australia meridionale
  - Wugigarra Huber, 2001 - Queensland, Australia meridionale, Nuovo Galles del Sud

## Modisiminae
- Modisiminae (gruppo del Nuovo Mondo)
  - Anopsicus Chamberlin & Ivie, 1938 - America centrale, Giamaica, Cuba, Isole Galapagos
  - Aymaria Huber, 2000 - Isole Galapagos, Perù, Bolivia, Argentina
  - Blancoa Huber, 2000 - Venezuela
  - Canaima Huber, 2000 - Venezuela, Trinidad
  - Carapoia González-Sponga, 1998 - Brasile, Perù, Guyana, Venezuela
  - Chibchea Huber, 2000 - Perù, Cile, Bolivia, Ecuador, Venezuela
  - Ciboneya Pérez, 2001 - Cuba
  - Coryssocnemis Simon, 1893 - Messico, Venezuela, Brasile, da El Salvador a Costarica
  - Ixchela Huber, 2000 - Messico, Guatemala, Honduras, El Salvador
  - Litoporus Simon, 1893 - Venezuela, Brasile, Colombia, Perù
  - Mecolaesthus Simon, 1893 - Venezuela, Trinidad, Isola Saint Vincent
  - Mesabolivar González-Sponga, 1998 - Brasile, Paraguay, Argentina, Guiana francese
  - Modisimus Simon, 1893 - cosmopolita
  - Otavaloa Huber, 2000 - Perù, Bolivia, Colombia, Brasile
  - Pisaboa Huber, 2000 - Perù, Venezuela, Bolivia
  - Pomboa Huber, 2000 - Colombia
  - Priscula Simon, 1893 - Venezuela, Colombia, Ecuador, Perù, Guyana
  - Psilochorus Simon, 1893 - Messico, USA, Brasile
  - Queliceria González-Sponga, 2003 - Venezuela
  - Stenosfemuraia González-Sponga, 1998 - Venezuela
  - Systenita Simon, 1893 - Venezuela
  - Tainonia Huber, 2000 - Hispaniola
  - Teuia Huber, 2000 - Brasile
  - Tupigea Huber, 2000 - Brasile
  - Waunana Huber, 2000 - Colombia, Ecuador, Panama

## Ninetinae
- Ninetinae (non è monofiletico)
  - Enetea Huber, 2000 - Bolivia
  - Galapa Huber, 2000 - Isole Galapagos
  - Gertschiola Brignoli, 1981 - Argentina
  - Guaranita Huber, 2000 - Argentina, Brasile
  - Ibotyporanga Mello-Leitão, 1944 - Brasile
  - Kambiwa Huber, 2000 - Brasile
  - Nerudia Huber, 2000 - Cile
  - Ninetis Simon, 1890 - Somalia, Tanzania, Yemen, Malawi, Madagascar
  - Papiamenta Huber, 2000 - Isola di Curaçao (Venezuela)
  - Pholcophora Banks, 1896 - Messico, USA, Canada, Brasile
  - Tolteca Huber, 2000 - Messico

## Pholcinae
- Pholcinae C.L.Koch, 1851
  - Aetana Huber, 2005 - Borneo, Filippine, Isole Figi
  - Anansus Huber, 2007 - Congo, Costa d'Avorio, Ghana
  - Apokayana Huber, 2018
  - Belisana Thorell, 1898 - Giappone, Cina, Corea, Isole Caroline, Filippine, Thailandia, Indonesia
  - Buitinga Huber, 2003 - Tanzania, Uganda, Congo, Kenya, Malawi
  - Calapnita Simon, 1892 - Borneo, Filippine, Malaysia, Sumatra
  - Cantikus Huber, 2018
  - Hantu Huber, 2016 - Borneo
  - Kelabita Huber, 2018
  - Kintaqa Huber, 2018
  - Khorata Huber, 2005 - Laos, Cina, Thailandia
  - Leptopholcus Simon, 1893 - Cuba, Porto Rico, Brasile, Venezuela, Camerun, Guinea, Kenya, Congo
  - Meraha Huber, 2018
  - Metagonia Simon, 1893 - Messico, Brasile, Guiana francese, Guatemala
  - Micromerys Bradley, 1877 - Queensland, Nuovo Galles del Sud
  - Micropholcus Deeleman-Reinhold & Prinsen, 1987 - zona intertropicale
  - Muruta Huber, 2018
  - Nipisa Huber, 2018
  - Nyikoa Huber, 2007 - Camerun, Ghana, Guinea, Congo
  - Ossinissa Dimitrov & Ribera, 2005 - Isole Canarie
  - Paiwana Huber, 2018
  - Panjange Deeleman-Reinhold & Deeleman, 1983 - Borneo, Filippine, Celebes
  - Paramicromerys Millot, 1946 - Madagascar
  - Pehrforsskalia Deeleman-Reinhold & van Harten, 2001 - Africa, Yemen
  - Pholcus Walckenaer, 1805 - cosmopolita
  - Pribumia Huber, 2018
  - Quamtana Huber, 2003 - Sudafrica, Uganda, Congo
  - Savarna Huber, 2005 - Malaysia, Thailandia, Sumatra
  - Spermophora Hentz, 1841 - cosmopolita
  - Spermophorides Wunderlich, 1992 - Isole Canarie, Mediterraneo occidentale
  - Teranga Huber, 2018
  - Tissahamia Huber, 2018
  - Uthina Simon, 1893 - Singapore, Filippine
  - Wanniyala Huber & Benjamin, 2005 - Sri Lanka
  - Zatavua Huber, 2003 - Madagascar

## Smeringopinae
- Smeringopinae
  - Cenemus Saaristo, 2001 - Isole Seychelles
  - Crossopriza Simon, 1893 - cosmopolita
  - Holocnemus Simon, 1873 - Spagna, Sicilia, Mediterraneo
  - Hoplopholcus Kulczynski, 1908 - Turchia, Israele, Grecia, Creta, dall'Europa orientale al Turkmenistan
  - Smeringopina Kraus, 1957 - Guinea, Camerun, Africa occidentale
  - Smeringopus Simon, 1890 - cosmopolita
  - Stygopholcus Absolon & Kratochvíl, 1932 - Bosnia, Grecia, Montenegro, Croazia

## Incertae sedis
- incertae sedis
  - Arenita Huber & Carvalho, 2019 - Brasile
  - Arnapa Huber, 2019 - Papua, Nuova Guinea, Celebes, Ternate
  - Boconita Huber, 2020 - Venezuela
  - Giloloa Huber, 2019 - Indonesia (Halmahera, Maluku)
  - Kairona Huber & Carvalho, 2019 - Brasile

### Generi trasferiti, inglobati, non più in uso
- Autana González-Sponga, 2011[3]
- Carbonaria González-Sponga, 2009[4]
- Caruaya González-Sponga, 2011[3]
- Carupania González-Sponga, 2003[5]
- Ceratopholcus Spassky, 1934[6]
- Chichiriviche González-Sponga, 2011[7] - Venezuela
- Codazziella González-Sponga, 2011[7] - Venezuela
- Falconia González-Sponga, 2003[8]
- Kaliana Huber, 2000[9]
- Maimire González-Sponga, 2009[4]
- Moraia González-Sponga, 2011[4]
- Mystes Bristowe, 1938[10]
- Nasuta González-Sponga, 2009[4]
- Pholciella Roewer, 1960[11]
- Pholcoides Roewer, 1960[12]
- Platnicknia Özdikmen & Demir, 2009[13] - Cuba
- Portena González-Sponga, 2011[14]
- Sanluisi González-Sponga, 2003[4]
- Sihala Huber, 2011[15] - India, Sri Lanka, Malaysia
- Tonoro González-Sponga, 2009[16]
- Venezuela Koçak & Kemal, 2008[4]